# Holešovská plošina
Holešovská plošina je geomorfologický podcelek na Moravě. Nachází se na jihovýchodním okraji Hornomoravského úvalu v geomorfologické oblasti Západních Vněkarpatských sníženin.
Oblast holešovské plošiny má rozlohu 97 km2. Na západě je vymezena Středomoravskou nivou kolem řeky Moravy, ze severu Kelčskou pahorkatinou, na východě Hostýnskými vrchy a z jihu Vizovickou vrchovinou.

## Charakter oblasti
Holešovská plošina je úpatní nížina vyplněná proluviálními sedimenty (povodňové naplaveniny) na podkladě kvartérních sedimentů řeky Moravy a jejich levých přítoků Rusavy a Mojeny, které zaplnily kotlinu v reliéfu předkvartérních neogenních hornin. Mocnost naplavenin je největší jižně od Holešova, kde dosahují 40 až 60 m (zde se také nachází významný rezervoár podzemní pitné vody, nad kterým vznikla v roce 2009 sporná průmyslová zóna). V širším okolí pak mocnost naplavenin prudce klesá na 15–25 m. Nejvyšším bodem je kóta s nadmořskou výškou 325 m, nejnižším bodem je koryto Rusavy v Hulíně (188 m) a střední výška plošiny je 218 m, s mírným sklonem směrem k jihozápadu.
Ve východní části plošiny leží město Holešov, při jejím západním okraji se nachází město Hulín, jinak je osídlení oblasti vesnického charakteru. Půdy Holešovské plošiny jsou velmi úrodné (2. vegetační stupeň), proto po staletí intenzivně zemědělsky využívané a téměř bezlesé. Odlesňování oblasti za účelem získání zemědělské půdy započalo již v době neolitu. Současná podoba krajiny pochází z dob raného novověku a je tvořená zejména zemědělsky využívanými plochami s drobnými izolovanými lesy a remízky porostlé převážně duby a buky, které pokrývaly pouze lokální potřebu dřevní suroviny a byly proto uměle udržované. V současnosti slouží hlavně jako útočiště divoké zvěře. Předmětem ochrany přírody jsou dvě lokality na jihozápadním okraji oblasti – mokřad Pumpák v Hulíně a Skalky u Hulína.
Na východním okraji města Holešova dlouhodobě probíhá těžba cihlářské hlíny na ložisku Holešov–Žopy, které je proto také významným archeologickým nalezištěm. V současnosti je těžba poněkud utlumena a na části území již probíhají sanační a rekultivační práce.
V západní části plošiny určují charakter krajiny také dvě velké dopravní stavby. Od roku 1841 železnice (Severní dráha císaře Ferdinanda, nyní pod názvem Železniční trať Přerov–Břeclav) a od roku 2010 křižovatka Dálnice D1 a Dálnice D55 u Hulína. Navíc, v ose Holešovské plošiny se v současnosti staví Dálnice D49.
Holešovsko je součástí národopisné oblasti Haná.